# San Lorenzo di Sebato
San Lorenzo di Sebato, németül: St. Lorenzen}, ladin nyelven San Laurënz, település Olaszországban, Bolzano autonóm megyében. Lakosainak száma 3836 fő (2023. január 1.). San Lorenzo di Sebato Bruneck, Chienes, Falzes, Luson, Marebbe és Rodengo községekkel határos.

## Népesség
A település népességének változása:
| Lakosok száma | 3894 | 3889 | 3836 |
|               | 2017 | 2018 | 2023 |